# 泰宁 (德国)
泰宁是德国巴伐利亚州的一个市镇。总面积8.71平方公里，总人口919人，其中男性453人，女性466人（2011年12月31日），人口密度106人/平方公里。